# Conches-en-Ouche
Conches-en-Ouche es una localidad y comuna francesa situada en la región de Alta Normandía, departamento de Eure, en el distrito de Évreux. Es el chef-lieu del cantón de su nombre.
También se ha denominado Conches y -durante la Revolución- La Montagne-de-Conches. El nombre actual se adoptó para evitar confusiones con Conches-sur-Gondoire, una comuna de Sena y Marne que también procedió de forma similar.

## Geografía
Conches se encuentra a orillas del río Rouloir, subafluente del Eure por en Iton. Tiene el bosque de Conches al oeste y el de Évreux al este. Está a 18 km al oeste de Évreux.
Tiene estación de ferrocarril y es un cruce importante de carreteras locales: la D830 de Évreux a Aigle atraviesa la D840 de Le Neubourg a Vernueil-sur-Avre. A estas se une la D140 de Bernay a Damville y algunas otras menores. Para facilitar el tránsito de paso, la población está casi circundada por un by-pass que recorre tres cuartas partes de su perímetro.

## Demografía
| 2118 | 1918 | 1952 | 1725 | 2094 | 2074 | 2135 | 2075 | 1924 | 1945 | 2482 | 2035 | 2105 | 2094 | 2249 | 2207 | 2157 | 2204 | 2292 | 2396 | 2577 | 2375 | 2432 | 2422 | 2726 | 2760 | 3028 | 3534 | 3785 | 3854 | 4009 | 4280 | 4982 |
| Para los censos de 1962 a 1999 la población legal corresponde a la población sin duplicidades (Fuente: INSEE [Consultar]) |      |      |      |      |      |      |      |      |      |      |      |      |      |      |      |      |      |      |      |      |      |      |      |      |      |      |      |      |      |      |      |      |

Gráfico de evolución demográfica de la comuna desde 1793 hasta 2006

## Administración

### Ayuntamiento
Está formado por el alcalde, seis adjuntos y veinte consejeros. Estos veintisiete miembros se eligen mediante listas, por ser una comuna de más de 3.500 habitantes. En las últimas elecciones (marzo de 2008) sólo concurrió una lista.

### Entidades intercomunales
Conches-en-Ouche está integrada en la Communauté de communes de Pays de Conches, cuya sede social está en el propio ayuntamiento de Conches. 
Además forma parte de diversos sindicatos intercomunales para la prestación de diversos servicios públicos:
- Syndicat de transport scolaire du canton de Conches .
- Syndicat de l'électricité et du gaz de l'Eure (SIEGE) .

### Riesgos
La prefectura del departamento de Eure incluye la comuna en la previsión de riesgos mayores por:
- Presencia de cavidades subterráneas.
- Riesgos derivados del transporte de mercancías peligrosas.

## Historia
La localidad de Conches fue un asentamiento celta antes de sufrir la invasión y ocupación del Imperio romano del cual aún subsisten rastros. La  historia más representativa comienza hacia el año 1034 cuando los señores de Tosny, cuyo origen sigue siendo actualmente indeterminado, heredaron de este feudo entonces llamado a “Castellion”, que evolucionó al vocablo “Châtillon”. Era época de los grandes peregrinajes y los señores de Tosny participaron en el del Camino de Santiago de Compostela, en España. Durante el regreso de una de las peregrinaciones, Roger I de Tosny se detuvo en Conques-en-Rouergue donde se celebraba el culto a Santa Fe, mártir de Agen. Influenciado por este culto, cambió el nombre a la localidad y sus terrenos a Conches, de ahí su símbolo también en heráldica, las conchas San Santiago y su nombre “el Conque”, además de convertirse en una etapa regional importante del peregrinaje a Santiago de Compostela. 
Los señores construyeron la fortaleza y su torreón u torre del homenaje, rodeando la ciudad por gruesas murallas y construyeron una abadía. 
Conches-en-Ouche fue feudo de Roberto III de Artois, que participó junto con los ingleses en la guerra de los Cien Años.

## Lugares y monumentos
- Iglesia de Sainte-Foy: la torre meridional culmina en una alta flecha de madera y plomo, réplica de la que fue derribada por un huracán en 1842. Los batientes esculpidos de las puertas de la fachada datan de inicios del siglo XVI. Hay numerosas gárgolas. El interior conserva hermosas estatuas en el bajo coro derecho, a la altura del gran órgano: estatua de San Roque del siglo XVII; a la entrada de la capilla de San Miguel, una estatua de Santa Susana del siglo XIII; a la entrada de la capilla de la Virgen, una estatua de San Pedro con tiara papal, del siglo XVI; y en el presbiterio un Cristo resucitado en piedra, del siglo XVI. 
  - Vidrieras: se trata de vidrieras renacentistas originarias del siglo XVI. Aunque han sufrido diversas restauraciones, particularmente tras el incidente que llevó a la caída de la flecha, el conjunto mantiene su homogeneidad. Las vidrieras de la parte inferior izquierda ilustran la vida de la Virgen. En la segunda ventana hay una vidriera de 1510, debida a Arnoldo de Nimega y en la que figura la Virgen con San Adrián y San Román. Junto a ella hay otra que muestra la vida de San Juan Bautista. Estas dos son las piezas más primitivas del conjunto, por lo que se supone que pertenecieron a la iglesia original. Las siete vidrieras del coro tienen una altura de 10 metros y medio, y están divididas en dos partes por un travesaño trilobulado. En el nivel superior figuran escenas de la vida de Cristo, mientras que en el inferior se recoge la vida de Santa Fe, mártir del siglo III, así como imágenes de los fundadores. Destaca la prensa mística de la quinta ventana.
- Jardín del hôtel de ville. Junto a la puerta gótica del ayuntamiento -esta puerta fue originalmente el acceso al recinto del castillo- se encuentra este jardín, que incluye los restos de la torre de homenaje rodeada de torres menores, del siglo XII.
- Arboretum, que incluye especies de árboles de Europa, América y Asia, así como manzanos para sidra y para fruta.

## Hermanamientos
- Rodas  Grecia
- Aulendorf  Alemania
- Wareham  Reino Unido
- Czluchow  Polonia